# Municipio de Ashland (Nebraska)
El municipio de Ashland (en inglés: Ashland Township) es un municipio ubicado en el condado de Saunders en el estado estadounidense de Nebraska. En el año 2010 tenía una población de 2769 habitantes y una densidad poblacional de 73,03 personas por km².

## Geografía
El municipio de Ashland se encuentra ubicado en las coordenadas 41°1′55″N 96°23′53″O / 41.03194, -96.39806. Según la Oficina del Censo de los Estados Unidos, el municipio tiene una superficie total de 37.92 km², de la cual 36,68 km² corresponden a tierra firme y (3,27 %) 1,24 km² es agua.

## Demografía
Según el censo de 2010, había 2769 personas residiendo en el municipio de Ashland. La densidad de población era de 73,03 hab./km². De los 2769 habitantes, el municipio de Ashland estaba compuesto por el 97,69 % blancos, el 0,18 % eran afroamericanos, el 0,14 % eran amerindios, el 0,29 % eran asiáticos, el 0,29 % eran de otras razas y el 1,41 % eran de una mezcla de razas. Del total de la población el 2,38 % eran hispanos o latinos de cualquier raza.